# 小山雅亀
小山 雅亀（こやま まさき、1951年 - ）は、日本の法学者。専門は刑事手続法・刑事訴訟法

## 略歴
1951年に大阪府に生まれる。大阪大学法学部を1974年に卒業後、大阪大学大学院法学研究科博士課程修了。西南学院大学法学部助教授を経て、西南学院大学教授。2022年3月西南学院大学定年退官。

## 著書
- 『イギリスの訴追制度―検察庁の創設と私人訴追主義』（1996年2月）ISBN 9784792313531

| スタブアイコン | サブスタブ | この項目は、まだ閲覧者の調べものの参照としては役立たない、人物に関連した書きかけの項目です。この項目を加筆・訂正などしてくださる協力者を求めています（P:人物伝/PJ:人物伝）。 |